# Сюлейман Аскери
Сюлейман Аскери-бей (также известный как Сулейман Аскери, Сулейман аль-Аскари или Сулейман Аскери-паша тур. Süleyman Askeri; 1884 — 14 апреля 1915) — османский военный деятель, первый начальник Тешкилят-и Махсуса, участник Итало-турецкой, Балканских и Первой мировой войн, губернатор вилайета Басра.

## Биография
Сулейман Аскери родился в семье генерала Вехби-паши, военного, который служил в Эдирне и Призрене. В 1902 году Сулейман окончил османскую военную академию, 5 ноября 1905 года окончил османский военный колледж. После этого был направлен в действующую армию. Проходил службу в рядах 3-й армии, в Монастире. Во время службы на Балканах вступил в партию «Единение и прогресс» и женился на Фадиме Ханым (турчанке-уроженке Пловдива), с которой у них было две дочери.
После Балкан назначен командиром полка жандармерии в Ираке. После начала войны с Италией направлен в Ливию, участвовал в боевых действиях в Киренаике, в районе Бенгази. В 1912 году принимал участие в Первой Балканской войне в качестве начальника штаба Трабзонской редиф-дивизии. После войны Аскери был начальником генерального штаба Гюмюрджинской республики, созданной в Западной Фракии (31 августа 1913 — 25 октября 1913). 
13 сентября 1913 г. гюмюрджинские башибузуки захватили болгарское село Деведере. 80 мужчин, женщин и детей подверглись зверским мучениям, изнасилования и убийства продолжались 3 или 4 дня. 23 сентября в селе Арнаут-кёй были убиты 75 человек — в основном, женщин и детей (включая 13 детей в возрасте от 1 до 9 лет). Всего было сожжено 22 болгарских села. Натиска же регулярных болгарских сил башибузуки не выдержали. 12 октября 1913 г. территория Гюмюрджинской республики была занята силами 8-й Тунджанской и 2-й Фракийской дивизий, под общим командованием генерала Стефана Тошева.
13 ноября 1913 года Сулейман Аскери был назначен начальником вновь учреждённой контрразведывательной организации «Тешкилят-и Махсуса».
После вступления Турции в Первую мировую войну Сулейман Аскери назначается командующим 38-й пехотной дивизией в Месопотамии и участвует в боевых действиях против индийских экспедиционных войск, высадившихся в дельте Шатт-эль-Араба, на острове Фао. В начале 1915 года Аскери назначают командующим вновь сформированным «Иракским корпусом». Сулейман Аскери активно пытался привлечь на свою сторону местных арабских шейхов и вернуть территории, захваченные британцами в 1914 году. 14 апреля турецкие войска при поддержке арабских отрядов атаковали британский лагерь в Шайбе. Упорные атаки османской пехоты были отбиты. Османские войска потеряли 2400 человек убитыми, ранеными и пленными и отступили на север. Аскери был ранен, позже он покончил жизнь самоубийством в Багдадском госпитале. На его место был назначен Нуреддин-паша.